# 人種
| ネグロイド人種 ブッシュマン ネグロイドコーカソイド人種 地中海人種 北方人種 | オーストラロイド人種 ネグリト オーストラロイドモンゴロイド人種 ポリネシアン モンゴロイド (A) モンゴロイド (B) モンゴロイド (C) エスキモー |

| コーカソイド: アーリア人 セム人 ハム人 ネグロイド: アフリカン・ネグロ コイコイ人 メラネシア人 ネグリト アボリジニ Uncertain: ドラヴィダ人 & シンハラ人 | モンゴロイド: 北部モンゴロイド 漢民族 & インドシナ人 日本人 & 朝鮮人 チベット人 & ビルマ人 マレー人 ポリネシア人 マオリ人 ミクロネシア人 エスキモー & イヌイット アメリンド |

人種（じんしゅ、英語：Race）とは、ヒトの分類の概念。
1. ホモ・サピエンスと、その亜種に相当すると見なされる集団[3][注釈 2]。
2. 自然的な骨格・皮膚・毛髪等の遺伝的・形質的特徴で区分した生物学的な区分。
3. 四大人種（ネグロイド（黒色人種群）、コーカソイド（白色人種群）、モンゴロイド（黄色人種群）、オーストラロイド（黒褐色人種群））などの現生人類の集団[4][5]。英語 raceの日本語訳語[注釈 3]。
4. 現生人類を地位、職業、環境、生活習慣、気質の違いで区分したもの[4]。
5. 血筋。血統[4]。

なお、日本語としての用例は古く、日本において確認される「人種」はいずれも、
1. 人類のたね[4]。人類の元となるもの。始祖。また、人類[4]。1358年頃に成立したとされる「神道集」に「神明国を守る時は、人種繁昌し天下迸れり」とある[4]〔法苑珠林‐一〕ほか------玉塵抄（1563）などにも用例がある。
2. その場にいる人数。また、役に立てられる人数。人材[4]。落窪物語や平家物語に用例がある[4]。
3. 1844年頃に成立したとされる『随筆百草』には「亜伊能（アイヌ）人種」の用例がある[4]。

というものであり、ヒトの分類を当てはめるようになったのは西洋文化が多く流入した江戸末期とされる。
人種（ヒトの分類）の概念が虚構であるとする考え方から、人種主義への批判や反論などの議論が続いている（後述）が、本項ではヒトの分類上における人種を扱う。

## 学説史
もともとは、種としてのホモ・サピエンスのすぐ下位、あるいは、それに次ぐ分類群として提唱されてきたものであり、遺伝的に多少とも隔離された集団で、他のどのような隔離集団とも異なった集団遺伝子組成を有するものとされていた。近代においては、特に奴隷貿易でアフリカ人らを人身売買する過程で、分類および認識が求められた。17世紀には、フランソワ・ベルニエが『人種による新大地分割論』（1684）を出版し、人間を人種によって分類することを論じた。このように、国民を含む共通の祖先を持つと想定される一群の人々という意味での人種(race)の概念は、18世紀半ばになるまでに、すでに知られていた。しかし、人種に関する偏見や先入観は、1750年から1950年の間に最高潮に達した。

### ブルーメンバッハ
学説史的にはドイツの医師ヨハン・フリードリッヒ・ブルーメンバッハによる分類が人種理論の嚆矢（）とされている。ブルーメンバッハは1775年にゲッティンゲン大学に提出した論文 De generis humani varietate nativa (ヒトの自然的変種）において頭蓋骨の比較研究などを基礎に、コーカシア（白色人種）、モンゴリカ（黄色人種）、エチオピカ（黒色人種）、アメリカナ（赤色人種）、マライカ（茶色人種）の5種に分類した。
ブルーメンバッハの分類方法および定義の特徴は、ユダヤ＝キリスト教的文化および当時のヨーロッパ人の伝統に強く影響を受けていることにある。例えばコーカシアという定義は、旧約聖書でノアの箱舟が辿り着いたとされる中央アジアのコーカサス地方を命名の由来としており、実際のヨーロッパ人の居住地域や特徴とは関係のない定義である。また、モンゴリカという定義も単なる「モンゴル人」という意味であり、当時のヨーロッパ人に知られていたモンゴル帝国の人々を表しているにすぎない。
初期の人類学が成立したこの時代のヨーロッパは、未だユダヤ＝キリスト教的文化の伝統に支配されていた時代であった。この時代、『創世記』のノアの箱舟が辿り着いたとされたアララト山がある中央アジアのコーカサス地方は、アルメニア教会などにとっては聖地とされており、かつ旧約聖書の創世記1-6章では、白い色は光・昼・人・善を表し、黒い色は闇・夜・獣・悪を表していた。このことから、当時の人類学を主導したヨーロッパ人は自分たちを「ノアの箱舟で、コーカサス地方に辿り着いた人々の子孫で、善である白い人」という趣旨で、自らをコーカソイドと定義した。
実際ブルーメンバッハは、様々な人間集団のなかで「コーカサス出身」の「白い肌の人々」が最も美しくすべての人間集団の「基本形」で、他の4つの人類集団はそれから「退化」したものだと定義している。このような宗教的影響から、現在は同じコーカソイドに分類される、イタリアなど南欧圏に居住するキリスト教徒は白人、トルコ及びパレスチナ地方など中近東に居住する異教徒のイスラム教徒（ムスリム）は有色人種と規定するなど、現在の人類学的レベルで判断すると非合理的かつ恣意的な分類概念となっている。
1813年にはブルーメンバッハの影響下でジェイムズ・C・プリチャードが『人類の自然史』(Researches into the Physical History of Man)を出版し、ウィリアム・ロレンスとウィリアム・ウェルズとともに人間の進化論を展開した。ただし、プリチャードらはあくまで自然科学者であり、たとえば「人類の原型は黒人種であることを示す多くのデータがある」とも述べている。ブルーメンバッハの影響を受けた他の学者にはトマス・ヘンリー・ハクスリーやウィリアム・H・フラワーなどがいる。

### キュヴィエ
ブルーメンバッハの5大分類や、アンドレ・デュメリルが『分析動物学』(Zoologie analytique, 1806年)で主張した6大分類など、最初期の人種分類はその種類が明確に定義されていなかった。しかし次第にこうした分類についての意見は、パリ大学学長のジョルジュ・キュヴィエが自著『動物界』で提示した「ネグロイド・コーカソイド・モンゴロイド」の3大分類法が主流となり始める（この段階ではのちにオーストラロイドとされた人たちはモンゴロイドに含められていた）。モンゴロイドは領土こそ幾度か広げるものの文明の程度は低く、ネグロイドは野蛮人の集団で、コーカソイドは世界の文明を支えてきた存在とする、白人至上主義を一層に強くしたこの思想はヨーロッパで広く受け入れられた。その背景には、キリスト教の聖書に登場するノアに3人の息子が居たとする記述に合致していたからだとも言われ、実際キリスト教原理主義者の中には今でもノアの息子のセムがモンゴロイド、ハムがネグロイド、ヤペテがコーカソイドの祖先になったと信じている人々が存在する。
一方でキュヴィエは今日においてすらしばしば白人主義者の間で議論になる、アラブ人の分類に関して彼らを白人に含めている。完全に同格に扱った訳ではなく、白人は更に欧州系と中東系に分類が可能で、前者は科学文明を創出した偉大な種族としながら後者はそこから退化した、いわば「不出来な弟」と考えていた。しかし、それでもこの時点ではヨーロッパ人の学者たちはアラブ人と自らが同じ起源を持つ同胞であることを積極的に肯定する向きがあった。しかし、時代を下るにつれてフランスなどが中東地方を植民地化すると、徐々にアラブ人を侮蔑する記述や研究が増えていった。1889年のフランスの新聞「ル・プチ・ジュルナール」に掲載された人種画では、アラブ人があからさまに黒人と同じ風貌で描かれている。

### ダーウィニズム
チャールズ・ダーウィンは有名な『種の起源』を発表したのちの1871年に『人間の進化と性淘汰（原題 The Descent Of Man And Selection In Relation To Sex）』を発表する。彼の意見は「進化においては利他的な部族が有利であったが、ときに利己的な部族によって滅ぼされることもあったであろう」というものであったが、広く知られるにつれて「常に強い部族によって弱い部族は置き換えられてきた」と受け取られてしまった。そのため、「イギリスのような文明化された国民によって、野蛮な部族が破壊されるのは避けられない」といった言説に見られるように、帝国主義や人種差別を正当化する主張に援用されることになる。これがダーウィニズムの始まりである。
ダーウィン自身は人種間における生物学的な差異は非常に小さいとし、奴隷制度や奴隷の虐待、被植民者への差別的待遇には反対していた。以下に上に挙げた文献からの引用を記す。
他の自然選択説の支持者、例えばアルフレッド・ウォレスはより極端な社会主義者、平等主義者であった。社会ダーウィニズムは自然選択説を支持していなかった他の進化論者、例えばハーバート・スペンサーや、ドイツで明確に差別主義的な進化観を発展させたエルンスト・ヘッケルらによって形作られた。

### 福沢諭吉
日本における初めての学説は、明治初期の日本人の人種観として福澤諭吉の『掌中万国一覧』に見ることができる｡ 

### 優生学
ダーウィンの従弟である統計学者フランシス・ゴルトン(1822-1911)は1883年に優生学という言葉を初めて用い、1869年には『遺伝的天才』を発表。家畜の品種改良と同様に人も人為選択によって社会が進化すると考えた。またアルチュール・ド・ゴビノーは『人種不平等論』(1855)を執筆している。
優生学や社会ダーウィニズムを極端なまでに政治的に利用した事例としてはナチズムがある。ナチスは優生学に基づき障害者を虐殺している。優生学的観点は近年まで日本の優生保護法にも反映されており、またスウェーデンでも犯罪者に断種手術を施すこともあった。

### 20世紀後半の定説
過去に様々な人種の分類が試みられたが、1950年代以降、徐々にコーカソイド・ネグロイド・モンゴロイド・オーストラロイドの「4大人種」という言い方が有力となっていき（これ以前には日本ではオーストラロイドがなくモンゴロイドに含められ「3大人種」とされることが多かった）、通俗的には現在でもしばしばこの4大人種の分類を前提に議論されることがある。当初これらの用語はそれぞれ白色人種・黒色人種・黄色人種・褐色人種ともいわれたが、中東・インド亜大陸の諸民族はすでにコーカソイドに分類されていた。
その後、現在までの間に、モンゴロイドの中からアメリンド（赤色人種）とアイノイドとを区別したりあるいはネグロイドの中からカポイドを分けたり等の説が試みられている。（この場合カポイドを除くネグロイドをコンゴイドともいう）

### 遺伝学と人種分類
1930年代から1945年に渡って行われた国民社会主義ドイツ労働者党による人種主義的政策は、ホロコーストやポライモスなどの大きな被害をもたらした。この反省から、1950年、人種偏見と人種主義の暴力に対峙するための科学的知識の普及のために国際連合教育科学文化機関（ユネスコ）が『人種に関する声明』を発表する。この声明は生物科学と社会科学の専門家からなる国際委員会による検討の後、自然人類学者のA・モンタギューによって起草された。声明(1950)では、人間の集団に見られる差異は、精神的な特徴に関しては見られず、人種とは遺伝子や身体形質の頻度によって異なる集団を指しており、この差異は進化的産物であると同時に動的なプロセスにあるという科学的定義を述べ、過去の人種概念が生物学的な特徴だけでなく、宗教や文化に至るまでの統一的な差異として語られており、それが人種間の不平等と暴力の正当化に繋がっていたことを「神話としての人種」という形で否定した。この声明自体にはテオドシウス・ドブジャンスキーなど多くの遺伝学者や自然人類学者がすぐさま反対したが、この声明によって人種概念が本質的な特徴に基づく類型ではなく、頻度の差異という連続的な差異によって定義された集団概念が一般に示されたと考えられる。1952年、クロード・レヴィ＝ストロースはユネスコの依頼により、『人種と歴史』を執筆し、文化人類学者の中に人種概念の無効性が一般化された。
1960年代には人類全体の変異のバリエーションの内85%はどの人種にも存在し、人種や民族固有の変異は15%であると見積もられた（ただしこの推定には最大30%とする説まで議論がある）。これは当時考えられていたよりも遥かに人種間の遺伝的差異が小さいことを示していた。また人類全体の遺伝的多様性自体も他の多くの動物よりも小さく、例えばチンパンジーの遺伝的多様性の4分の1でしかない。
そこから分かるように、人の外見上の差異はゲノムのわずかな部分によってもたらされる。したがって外見的な特徴によって人を分類することは厳密性や正当性を欠いていると主張する者も多い。また外観的特徴に基づく人種分類が伝統的に人種差別に用いられてきたこと、同じ人種に分類される人々が必ずしも同じ外観的特徴を有していないこと、同じ人種とされる人々が必ずしも同じ文化を共有していないことなどの問題があり、DNA分析による遺伝学が進歩したことも加わって、人種と言う分類法は用いられなくなりつつあり、かわりに民族集団や連続的な遺伝的特徴をあらわすクラインといった概念が用いられるようになってきている。その結果、最近の人種分類は人類が単一種であることを前提にしつつ、地域的な特徴を持つ集団として、約1万年前の居住地域を基準とし、アフリカ人、西ユーラシア人、サフール人、東ユーラシア人、南北アメリカ人というように、地域名称で呼ぶことが提唱されている。

### 人種概念否定の潮流
現代において人種という概念は科学的に否定され有効ではないとされる考えが広まってきており、人類学者や社会学者の中には人種は社会的要因によって構築された制度であり、実在しないと提唱する者も多くいる
。例えば、フランツ・ボアズは米国へやってきた移民とその子どもの頭蓋を研究して、環境の影響を強調し、「人種」という概念を「文化」に置き換えるべきだと早い時期から主張していた。
白人などの人種概念はその成立過程において多分に偏見や、宗教をはじめとする文化的な判断要素を含んでおり、民族と似た社会科学的な部分を持つとする論者は多い。
「人間は生物学的、遺伝子的に細かく見ていけば差異はあり、また個人の特徴は多様である、しかし、人の生物学的差異、遺伝子の差異は人種として人を分けるほどの大きなものではなく、現代人は単一の種である。人に科学的な差異があったとしても、人種の概念は歴史が作り出したものであり、生物学的、遺伝子的な小さな差異をもって人種として分ける行為は人種差別的な行為でもある」というのが現在の潮流である。
一方で人種概念が社会構築物であるという見解に懐疑的な意見もあり、事実に対する言明は社会運動（たとえ差別追放など動機は妥当だとしても）に基づいてはならないという批判がある。遺伝関係が不明瞭なことから、遺伝学志向の強い人類学者は人種という概念を認めない潮流にあるが、現実に身体的特徴の類似性を持つ人類集団が地域的に分布することを無視することはできない、との見解もある。むしろ、近年の分子人類学が示すミトコンドリアDNAハプログループ、Y染色体ハプログループといった遺伝子指標の拡散経路は、従来の形質人類学が示した人種区分と概ね一致しているが、最近の人類学者は、政治的な曲解を恐れて、人種そのものに触れることを避ける傾向がある。医学においては人種として分類しないことが、逆にマイノリティの抹殺や無視につながるとする意見もある。
人種の概念に対する声明など
ユネスコは1951年「人種の本質と人種の違いに関する声明」を作成し、両声明において人種の生物学的差異は存在しないと断言し、人種とは「社会的神話」であると強調した。
アメリカでは、1996年にアメリカ自然人類学会（AAPA）が19世紀から20世紀初頭にかけて作られてきた生物学的な「人種」概念の無効性を一般に周知するための声明を出した。1998年5月17日アメリカ人類学会（AAA）の理事会によって「『人種』についてのアメリカ人類学会声明」がだされ、今世紀の科学的知識の進歩により、人の集団は生物学的に明確に区別ですることのできる集団ではないことが明らかになったとした。
日本では1995年日本学術会議の下に、「人種・民族」概念検討小委員会が設置され、2001年に「人種」概念が科学的ではないと確認したと最終報告された。

## 伝統的な人種の分類例（肌の色）

Felix von Luschan による肌の色のカラーチャート

各国の先住民の皮膚色を分配したマップ

肌の色は実際の居住地域の環境の影響を受けるために、肌の色や風貌によって集団間の遺伝的距離を測ることはできないとされる。ただし同じ緯度でも人種によって濃淡の差異がある。例えばモンゴロイドであるアメリカ先住民は赤道域においてもネグロイドやオーストラロイドほど黒褐色にならない。アボリジニは比較的中緯度においても皮膚色が薄くならない。これらは適応のみならず、皮膚の色が遺伝的にも支配されていることを示唆している。また、現生人類の祖先はネグロイドのような黒褐色の皮膚を持っており、出アフリカ後、ユーラシアにおいてモンゴロイドとコーカソイドが独立に皮膚を白色化させたと考えられ、両人種における肌を白色化させる遺伝子は異なると推定されている。

## DNA分析による分類例

### 人類集団の遺伝的系統
左図は多型マイクロサテライトにより求められた人類集団の系統樹である。この系統樹が意味するところは、最初にアフリカ人とその他の集団が分岐したこと、次にヨーロッパ人とその他の集団が分岐したこと、その次に東・東南アジア人とオーストラリア人が分岐し、最後の大きな分岐として東・東南アジア人とアメリカ先住民が分岐したということである。この系統樹で見られた主要な特徴は、従来のタンパク質多型や最近の核DNAの多型によって明らかにされた人類集団間の系統関係と大筋において一致する。（外部リンクを参照）
近年の遺伝子研究により、中図のように北アフリカ人や中東人は遺伝子的にヨーロッパ人に近いが、長年の間にサハラ以南のアフリカ人と同化していることもあり、ヨーロッパ人とサハラ以南のアフリカ人の間に位置している。同様に、中央アジア人やインド人も地理的配置からヨーロッパ人と東アジア人（オーストラリア先住民、アメリカ先住民を含む）の間に位置している。
右図は世界の18人類集団の遺伝的近縁関係を23種類の遺伝子の情報をもとに近隣結合法によって作成された人種の遺伝的近縁図である。この分析が証明する人類集団の系統は、アフリカン（ネグロイド）からコーカソイド（白人）が分岐し、コーカソイドからオセアニアン（オーストラロイド）・イーストアジアン（モンゴロイド）が分岐、そしてイーストアジアンからネイティブアメリカンが分岐した、と云うものである。この人類集団の近縁関係は上記の遺伝的系統樹と現在の人類集団の地理的配置に一致する。

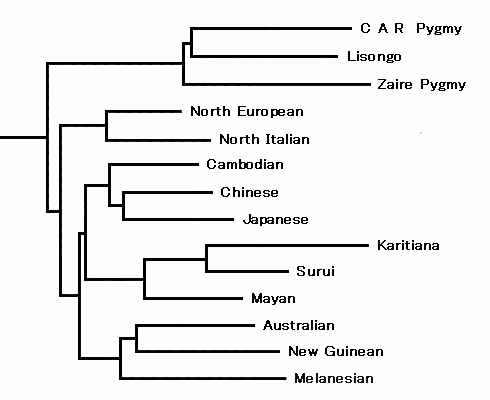
人類の進化系統樹
変動ゲノムワイドパターンから求められる５１集団の遺伝的系統樹 Science vol319(22 FEBRUARY 2008)
遺伝的近縁図

ただしこれらの系統樹には混血の歴史が反映されないため、より厳密な手法やハプログループによる系統で分析すべきという意見もある。
近年の研究においては現生人類の分類中、純粋なホモ・サピエンス（従来のネグロイド）と、ホモ･サピエンスの祖先と「ホモ･ネアンデルターレンシス」との雑種（ネグロイド以外の現生人類）が存在するとの論文が発表されている。
最近の研究から、東アジア人（モンゴロイド）を特徴付ける遺伝子があることがわかった。

### Y染色体・mtDNAハプログループと人種
ミトコンドリアDNAやY染色体のようなゲノムの組換えしない部分を用いた系統樹の作成は、集団の移動とルーツを辿るのに用いられる。例えば日本人のミトコンドリアDNAのハプロタイプの割合と、周辺の集団（韓国や中国、台湾、シベリア先住民など）を比較することで、祖先がどのようなルートを辿って日本列島にたどり着いたかを推定できる。

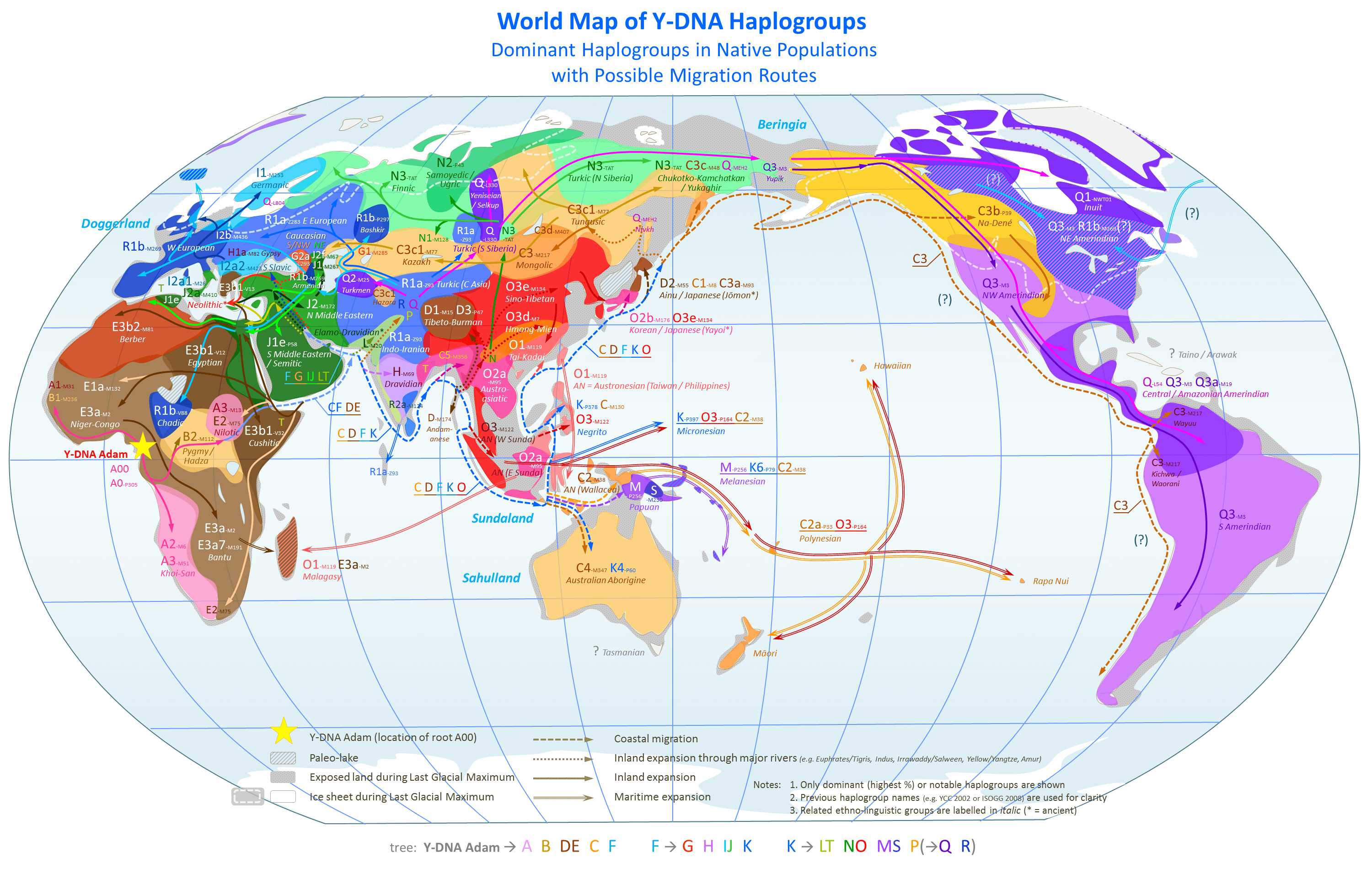
Y染色体ハプログループの拡散と人種

崎谷満は人類のY染色体ハプログループおよびミトコンドリアDNAハプログループが出アフリカ後にイラン付近を起点にして南ルート（イランからインド、オーストラリアへ）、北ルート（イランからアルタイ山脈付近へ）、西ルート（イランから中東・カフカス山脈付近へ）の3ルートで拡散したとしている。なお、見かけによって人類を分類する人種と父系先祖からのみ遺伝されるY染色体は根本的に異なる概念であり、混同することは甚だしく不合理である。
- 非出アフリカ…A、B、E
- 南ルート… C1a1、C1b2、D1、F*、K*、MS、H、L
- 北ルート…C2、NO、P
- 西ルート…C1a2、I、J、G、T

## 人種の要因
人種概念が誕生した要因は大きく2つに分けられる。1つは外見上の表現型の差異が存在するため、もう1つはそのような外見上の差異を認識する人間の認知能力が存在するためである。
集団間の表現型の差異は、全地球的な距離や山脈、気候要因など地理的障壁によって遺伝子流動が制限された異なる集団が時間の経過とともに異なる自然選択を受けたり（性選択も関わっているかも知れない）、異なる遺伝的浮動を経験することで生み出される。

2つの集団全体が十分に交流していれば、それぞれの集団中の遺伝子の頻度は平均化され、表現型の差異は生み出されない。このメカニズムは異なる種を作り出す種分化のメカニズムの一部であり、十分な時間、2つの集団の遺伝子流動が制限され続ければその集団は別個の2種となる。自然の中にも人種と同じように、連続した亜種の連なりを示すクラインを形成する種が存在する（例えば輪状種）

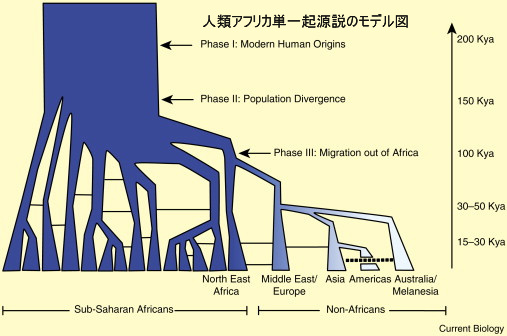
人類アフリカ単一起源説のモデル図

人類のアフリカ単一起源説
現生人類の起源と分散を説明する理論は2つあり、1つはアフリカ単一起源説、もう1つは多地域起源説である。どちらの説も十分に遡れば人類の起源はアフリカであることに同意しており、大きな違いはいつ我々の祖先がアフリカを出発したかである。DNA分析によれば、全人類の共通祖先は遠くとも25万年前には存在していたとされる（これは共通祖先が100万年以上遡ると見積もる多地域起源説への重大な反証である）。つまり人類のアフリカ単一起源説に基づけば、約25万年前以降に出アフリカを果たした人類が、距離や山脈など地理的障壁によって遺伝子流動が制限された結果、異なる遺伝的特徴を持った集団が成立したとされる。
人種的境界と地理的境界は一致する（移動の妨げとなる自然環境が人種を誕生させた）
上述の「人類集団の遺伝的系統-1.2」も参照。
また、「人類集団の遺伝的系統-1・2」を世界地図に重ね合わせると、ネグロイドはアフリカ大陸、コーカソイドはユーラシア大陸のヒマラヤ山脈及びアラカン山脈の南西側（DNA分析によればインド・アラブ・トルコ人もコーカソイドである）、モンゴロイドはヒマラヤ山脈及びアラカン山脈の東および北側、オーストラロイドはインド亜大陸からオーストラリア大陸とスンダ列島周辺、そしてネイティブアメリカンは南北アメリカ大陸に分布することが分かる。
つまり、出アフリカを果たした現生人類の祖先が各大陸に移住した後、ジブラルタル海峡・地中海・スエズ地峡・紅海・ヒマラヤ山脈・アラカン山脈・中央アジアの乾燥地帯・ベーリング海峡等の自然環境により、それぞれ交流が遮断された地域が、そのまま現在の主要人種の居住地域となっている。
人種間の遺伝的距離と地理的距離に相関がある
人種間の遺伝的距離と、対象となる人種と人種が居住する地理的距離は相関がある。つまり、人類誕生の地であるアフリカに住むネグロイドと各人種との遺伝的距離は、各人種の住む地域のアフリカからの地理的距離が離れている程、大きくなる。
例：「人類集団の遺伝的系統-1・2」にある通り、アフリカ人との遺伝的距離がもっとも近いのはアフリカ大陸の隣接地である地中海沿岸のユーラシア大陸に住むコーカソイドであり、逆にもっとも遺伝的距離が遠いのは、アフリカ大陸から地理的に最も遠いアメリカ大陸に住むネイティブアメリカンである。

## 人種を知覚する人間の認知能力
人種差別や人種に基づいたステレオタイプ視は意識的に抑制できるが、人種の認識は自動的に無意識に行われるようである。なぜ人間は人種に敏感なのかを説明する仮説は大きく分けると3つある。石器時代の祖先の頃は、他の人種と出会うことはまず無く、従って人種を見分ける能力は他の能力の副産物であると考えられる。
1. 色や形を見分ける視覚能力が肌の色を感知するだけであり、人種概念は実在しない社会構築物に過ぎない。
2. 人種の認識は自然の物体を区別する本質主義的で生得的な推論システムの副産物である。本質主義的な推論システムとは、例えば無機物と動物と植物を区別し、それぞれに共通の特性（例えば動物なら動く、逃げる、襲いかかってくる）があると理解する専門化された認知能力のことで、外見が異なる人には異なる本質が存在すると直観する。
3. 人種の認識は連合や協力のために進化した計算機的メカニズムの副産物である。

実験によれば、無意識に人種で人を区別するが、他に顕著な目印があるとそちらに注目し、人種によるカテゴリ化が行われなくなるようである（対照的に性別によるカテゴリ化は根強く残った）。また同じチームを応援するなどの共通点がある場合には、人種的な偏見やステレオタイプ視は弱まるようである。

## 行政的な概念としての人種
アメリカ食品医薬品局(Food and Drug Administration、FDA）)は2005年、特定人種用医薬を承認した。認可された薬バイディルはアフリカ系アメリカ人専用の心不全治療薬として喧伝されたもので、患者個人の特定遺伝子に働くようデザインされた医薬を目指すオーダーメード医療時代に向けた第一歩として，FDAはこの承認を広くアピールした。もっとも、この薬は人種関係なく処方されている2つのジェネリック薬の合剤であり、しかもいかなる遺伝子との相関も見つかっておらず、他の人種と比べてバイディルがアフリカ系アメリカ人によく効いたり、違った効果を発揮したりすることを裏づける確かな証拠はない。結局発売元のNitroMed社は2008年に、発売を中止した。

## 人種や民族の相違・混同
「人種」と「民族」という概念の相違・混同から、以下のような事例が存在する。
ユダヤ人
ユダヤ人はセム系とされ『旧約聖書』等の記述は人種概念を形成する際に大いに利用された。しかし、現代イスラエル国家は"ユダヤ人は人種を問わずユダヤ教の信仰を中心としたユダヤ文化を共有する民族の総称にすぎない"としている。イスラエルに「移住」するユダヤ人には様々な人種が含まれている。
日本人
日本人については、長谷部言人が「日本人種」の存在を主張した事もあるが、学会の主流をなす意見では、日本人という人種は存在せず、日本人という言葉は日本の国籍を持つ日本国民の事を指す。
人食い人種
人食いを行う民族のことであり、人食い人種と呼ばれる人々は、ここで定義される人種ではない。